# Glòria Marcos i Martí
Glòria Marcos i Martí (València, 8 d'abril de 1950) és una política i professora valenciana.

## Biografia
Va nàixer el 1950 i és llicenciada en Filosofia i Lletres per la Universitat de València. Ha estat professora de geografia i història en diversos instituts de Formació Professional (València, Port de Sagunt, Quart de Poblet i Burjassot).
Va ser una de les impulsores de les Escoles d’Estiu del País Valencià. És coneguda la seua activitat  sindical; es va afiliar en 1978 a la Federació d'Ensenyament de Comissions Obreres i va ésser secretària d'Acció Sindical des de 1987 fins a 1991. I també el seu compromís amb la defensa de l’escola pública en valencià. Ha treballat en diverses tasques de gestió i així, va ésser presidenta de la Junta de Personal de Centres Docents no-universitaris de la província de València des de 1987 fins a 1990.
Va ésser diputada de les Corts Valencianes d'EUPV durant dues legislatures, des de 1991 fins a 1999. Va pertànyer al Consell d'Administració de RTVV des de 1999 fins a 2007 a proposta d'EUPV. Pertany al Consell Polític Federal i a la presidència federal de Izquierda Unida.
Des de desembre de 2003 fins a març de 2009 va ser coordinadora general d'Esquerra Unida, mandat que estigué marcat per l'escissió d'un grup de militants arran de la crisi oberta al voltant de la candidatura del Compromís pel País Valencià, els quals formaren el nou partit Iniciativa del Poble Valencià. Marcos deixà el lideratge d'EUPV al X Congrés celebrat el 8 de març de 2009 a Massamagrell (Horta Nord), rellevant-la Marga Sanz, secretària general del PCPV.
En les eleccions a les Corts Valencianes de 2007 va ésser la candidata a la presidència de la Generalitat Valenciana per la coalició nacionalista i d'esquerres Compromís pel País Valencià, sent triada diputada per la província de València. Al mes de maig de 2008 va ésser expulsada del Grup Parlamentari Compromís pel País Valencià per decisió majoritària dels components d'aquest grup parlamentari, mesos després l'acompanyarien al grup mixt els dos diputats d'EUPV després d'abandonar el grup de Compromís. En juny de 2009, última sessió de les Corts fins a setembre, va abandonar el seu escó a les Corts Valencianes, sent substituïda per la Coordinadora d'Esquerra Unida, Marga Sanz.
En 2011 va ésser designada membre del Consell Valencià de Cultura per Esquerra Unida.
El juny de 2000 va rebre el Premi de l’Ajuntament de Dénia i al desembre de 1997 el Premi Vila d’Ondara per la seua defensa del valencià.